# Monument aux morts de Saint-Chély-d'Apcher
Le monument aux morts de Saint-Chély-d'Apcher (Lozère, France) est consacré aux soldats de la commune morts lors des conflits du XXe siècle.

## Caractéristiques
Le monument est érigé dans le centre de Saint-Chély-d'Apcher, sur la place du Foirail. Il est constitué d'un groupe statuaire en bronze : un poilu gisant, enveloppé dans un linceul. Accroupie à ses côtés, une femme couronnée de laurier referme le linceul de sa main gauche et offre une couronne mortuaire de sa main droite,.
Le groupe statuaire repose sur un piédestal en granite. L'ensemble, entouré d'une bordure circulaire de douze obus, mesure 2,22 m de hauteur pour 3,28 m de largeur et 2,08 m de profondeur.
Le piédestal du monument porte des plaques de granite poli inscrites des noms des soldats de la commune morts lors des conflits du XXe siècle,.

## Histoire
La commune décide la construction du monument le 19 octobre 1919.Le monument est inauguré le 24 septembre 1922. La statuaire est l'œuvre de Maxime Real del Sarte, fondue par la fonderie Montagutelli. Sa réalisation coûte 25 000 francs à la commune, dont 18 000 francs pour la statuaire,.
Le monument aux morts est inscrit au titre des monuments historiques le 18 octobre 2018. Il fait partie d'un ensemble de 42 monuments aux morts de la région Occitanie protégés à cette date pour leur valeur architecturale, artistique ou historique.